# Boris Pariguin
Boris D. Pariguin (russo: Борис Дмитриевич Парыгин) (nascido aos 19 de Junho de 1930 a Leningrado – morto aos 09 de Abril de 2012, São Petersburgo) foi um psicólogo e filósofo social russo. É autor do livro “Psicologia social como uma ciência” (1965). Um dos representantes principais da direcção filosófica e sociológica. Premiada com a Ordem de Honra.

## Vida e carreira

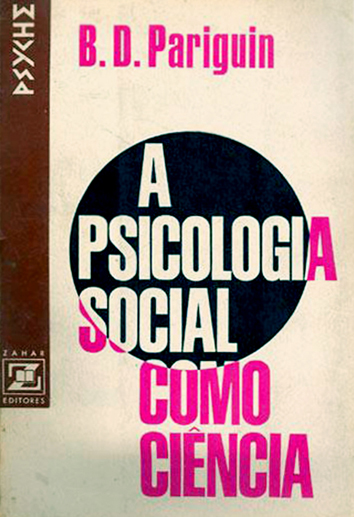
1972. B. D. PARIGUIN ”A psicologia social como ciência“. — Rio de Janeiro: Zahar Ed., — 218-s.

Graduou-se na Faculdade de Filosofia da  (Universidade Estatal de Leninegrado, 1953). Professor, Doutor em Filosofia. Dissertação — “Psicologia social como uma ciência (questões de metodologia, história e teoria)” (Universidade Estatal de Leninegrado, 1967).
Pariguin ensinou na Faculdade de Filosofia da Universidade Estatal de Leninegrado (1953-1957), no Instituto Médico Pediátrico (1957-1962). Chefiou o departamento de filosofia na Universidade Estatal Pedagógica de Leninegrado A. I. Hertzen, onde estabeleceu um laboratório de pesquisa social e psicológica, e a Faculdade de Psicologia Social que foi a primeira na URSS (1968-1976). Dirigiu o sector dos problemas sociais e psicológicos no Instituto de Estudos Socio-económicos da Academia de Ciências da Rússia (1976-1992). Geriu o Departamento de Psicologia Social fundado por ele, da Universidade Humanitária dos Sindicatos de São Petersburgo (Spb GUP, 1992-2012). Fez conferências em várias universidades do mundo.

## Contribuição científica de B.D. Pariguin
•	 Criada a teoria da psicologia social como um sistema auto-suficiente de conhecimento científico, sua metodologia, objecto e área de aplicação, estrutura, função e status entre as ciências humanitárias e naturais (1960-1964).
•	 Desenvolvido o conceito de natureza, dinâmica e papel da opinião pública na vida da sociedade (1964-1966).
•	 Fundadas e argumentadas as base da teoria sócio-psicológica geral representada por duas categorias fundamentais, a do indivíduo e a de comunicação (1960-1971).
•	 Elaborados os métodos de diagnóstico, prognóstico e regulação do ambiente social e psicológico do grupo (1976-1981).
•	 Estudado o conceito e os métodos de avaliação da prontidão psicológica das autoridades para a administração territorial no contexto das transformações sociais (1986-1992).
•	 Elaborados os instrumentos para o treinamento de correcção post-diagnóstica das relações internas do grupo (1992-1994).
•	 Determinada a especificidade da fenomenologia de gestão e liderança e métodos de classificação (1973-1999).
•	 Formulada e testada uma abordagem estrutural dinâmica para a modelagem de fenómenos sócio-psicológicos (1999).

## Alguns livros

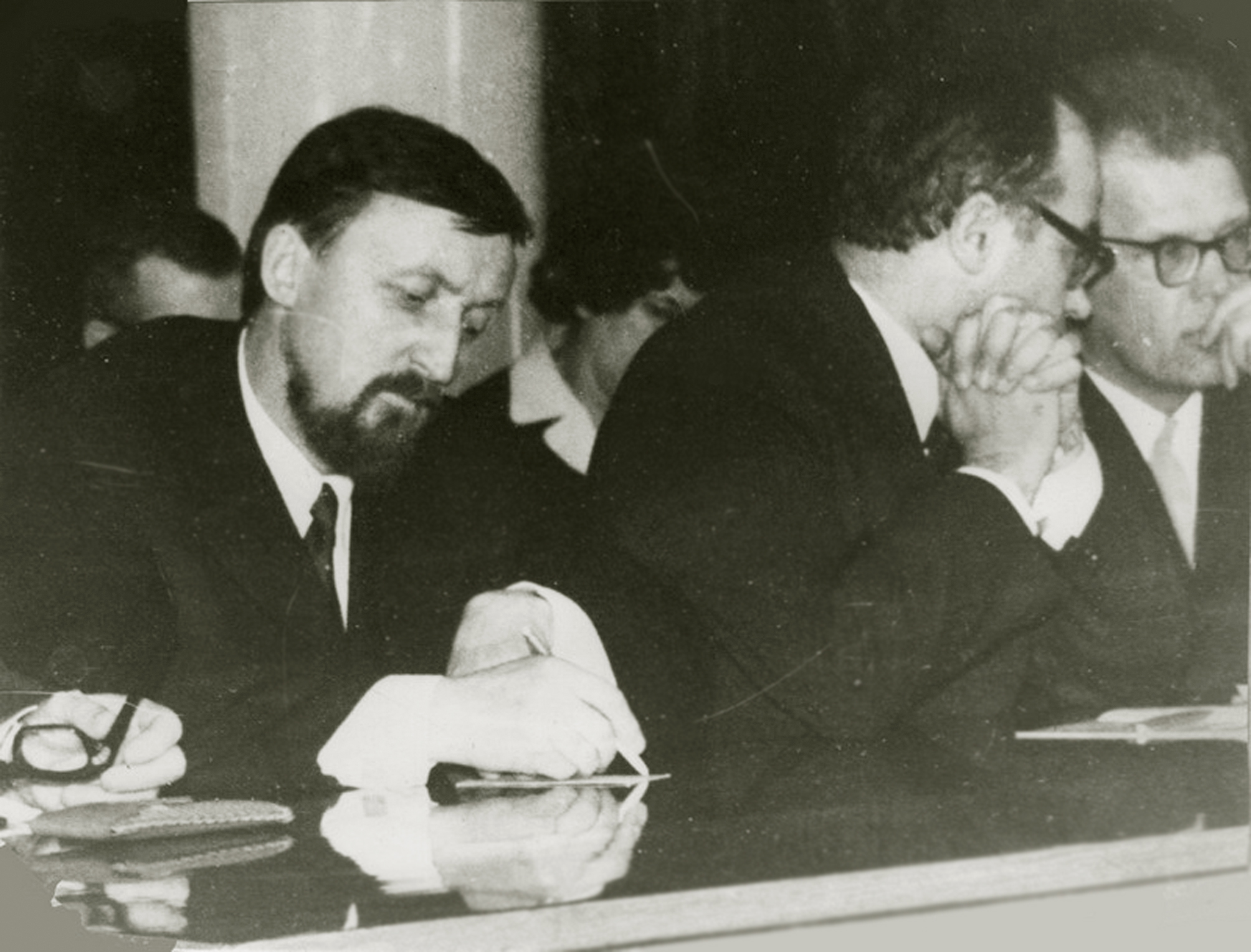
2º Simpósio de Comunicação. B.D. Parygin. 1973, 23 de março. Leningrado

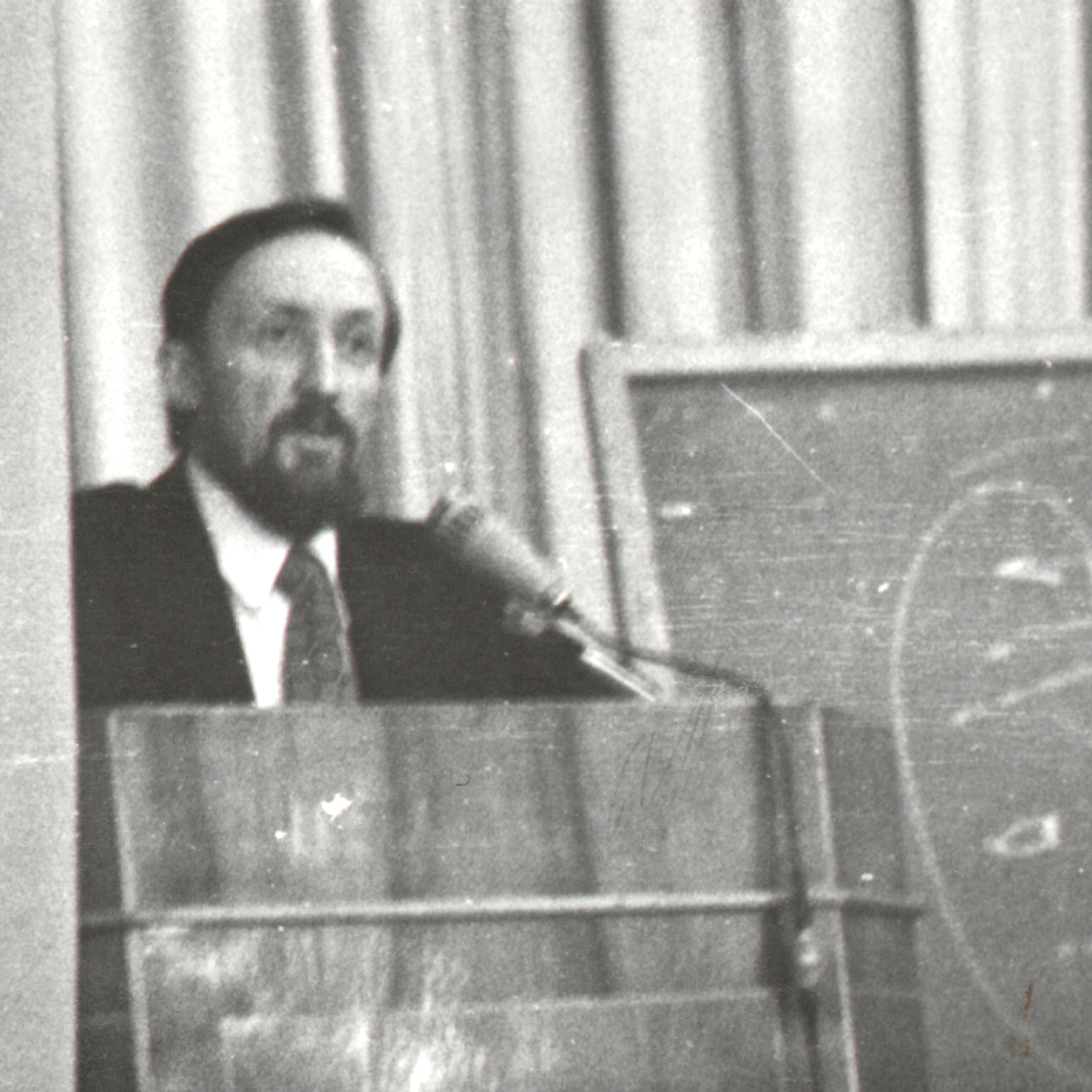
B.D. Parygin. 1977. Leningrado

B. D. Pariguin é autor de 10 monografias grandes, traduzidas e publicadas em diferentes línguas (inglês, alemão, japonês, espanhol, português, búlgaro, checo, eslovaco, etc.), e de mais de 400 artigos.
- Psicologia Social. Origens e perspectivas. — São Petersburgo: SPbGUP, 2010. — 533 p. (rus.)
- Psicologia Social (manual). — São Petersburgo: SPbGUP, 2003. — 616 p. (rus.)
- Anatomia de comunicação. - São Petersburgo: Ed. Mikhailov, 1999. — 301 p. (rus.)
- Psicologia Social. Problemas de metodologia, história e teoria. — São Petersburgo: SPbGUP, 1999. — 592 p. (rus.)
- Psicologia Social do auto-governo territorial. — São Petersburgo: Unigum, 1993. — 170 p. (rus.)
- Revolução tecnológica e personalidade. – Moscovo, Politizdat, 1978. — 240 p. (rus.)
- Noções básicas da teoria sócio-psicológica. — Moscovo, Mysl, 1971. — 352 p. (rus.)
  - 1982. Grundlagen der sozialpsychologischen Theorie. — Köln: Pahl-Rugenstein Verlag., — 264 S. ISBN 3-7609-0186-7.(em alemão).
  - 社会心理学原論, 海外名著選〈76〉, — 明治図書出版 (Tóquio), 1977. — 281 p. (em japonês).
  - Grundlagen der sozialpsychologischen Theorie. — Berlin: VEB, 1976. — 266 p.(em alemão).
  - Grundlagen der sozialpsychologischen Theorie. — Köln: Pahl-Rugenstein Verlag., 1975. — 265 S., OBr. ISBN 3-7609-0186-7 (em alemão).
  - Grundlagen der sozialpsychologischen Theorie — (1. Aufl.) Berlin: Deutscher Verlag der Wissenschaften, 1975. — 264 p. (em alemão).

- Humor do público. — Moscovo, Mysl, 1966. — 328 p. (rus.)
- Psicologia social como uma ciência (2ª edição revista e ampliada). — Leninegrado, Lenizdat, 1967. — 264 p. (rus.)
  - La psicologia social como ciencia. — Montevideo: Pueblos Unidos, 1967. - 249 p. (esp.)
  - Социалната психология като наука. София. 1968. — 240 p. (em búlgaro)
  - Sociialni psychologie jako veda. Praha. 1968. — 192 p. (em tcheco)
  - A psicologia social como ciência. — Rio de Janeiro: RJ Zahar, 1972. — 218 p. (port.)[17]
- La Psicologia social como ciencia. Havana: Editora Universitaria "André Voisin", 1974. — 250 p. (esp.)
- Psicologia social como uma ciência. — Leninegrado, Universidade Estatal de Leninegrado, 1965. — 208 p. (rus.)

## Alguns artigos
- Advance of science and technology and the problem of self-realization of an tndividual // Proceedings of the 2nd Finnish-Soviet symposium on personality. — Tampere. — 1983, June 14-16.
- Scientific and technological progress and socio-psychological climate in a scientific collective // Proceedings of the 1nd Finnish-Soviet symposium on personality. — Moscow, 1979. S. 18.
- The subject matter of social psychology // American Psychologist. Vol. 19 (5). May 1964, p. 342-349.
- On the subject of social psychology // Joint publications research (selected translation abstract) Number: AD0405666. 16 apr.1963. Washington D.C.
- Bemerkungen zum Gegenstand der Sozialpsychologie // Gesellschaftswissenschaftliche. Beitrage #8, Berlin. — 1963, — S. 889-898.
- К вопросу о предмете социальной психологии // Вопросы психологии. — 1962. — № 5.
- Ленин об общественных настроениях // Вестник ЛГУ. — № 17. Серия "Экономика, философия и право". — 1952. — Вып. 3.

## Avaliações
- Mironenko I. A. Boris Parygin’s Personality Social Psychology / JOINT VIRTUAL MEETING CHEIRON AND ESHHS. JULY 9-11, 2020.
- Мироненко И. А., Журавлев А. Л. Эмпирические и прикладные работы в научном творчестве Б. Д. Парыгина (к 90-летию со дня рождения) // Психологический журнал, 2020, Т. 41, № 4. 46-54.
- Rubén Ardila Pariguin, B.D. La Psicología Social como Ciencia // Revista Interamericana de Psicología / Seccion Libeos. 2019. — С. 228-229.
- Mironenko I. A. Personality as a Social Process: where Peter Giordano Meets Boris Parygin // Integrative Psychological and Behavioral Science, 2018, 52(2), 288—295: DOI 10.1007/s12124-018-9417-y
- Журавлев А. Л., Мироненко И. А. Вклад Б. Д. Парыгина в возрождение отечественной социальной психологии (к 85-летию со дня рождения) // Психологический журнал, 2015, № 5, — С. 117—124. ISSN 0205-9592
- В. А. Кольцова ПАРЫГИН Борис Дмитриевич / Персоналии / История психологии в лицах // Психологический Лексикон. Энциклопедический словарь в шести томах. Редактор-составитель Л. А. Карпенко. Под общей редакцией А. В. Петровского. — М.: Психологический институт имени Л. Г. Щукиной РАО, 2015. — С. 345.
- Ján Bubelíni Sociálnopsychologická klíma pracovného kolektívu — niektoré teoretické a metodologické otázky // Sociologický Časopis / Czech Sociological Review. — Roč. 22, Čís. 4 (1986). — P. 351-362.
- Цимбалюк В. Д. Рецензия на книгу Б. Д. Парыгина «Социально-психологический климат коллектива», 1981 // Вопросы психологии. С. 163—164.
- Uring, Reet Suhtlemine, informeeritus ja subjektiivne informatiivsus // Nõukogude KOOL. Tallinn. Nr. 11. 1980. — Lk. 17-18.
- Sychev U. V. The Individual and the Microenvironment. Progress Publishers. 1978. — Р. 8, Р. 25, Р. 64.
- H. Priirimä Mõningate sotsiaalpsühholoogiliste momentide arvestamisest õppetöös // Nõukogude KOOL. Tallinn. Nr. 2 Veebruar 1968. — Lk. 86-89.
- Tschacher, G; Kretschmar, A. Konkret-soziologische Forschung in der UdSSR // Deutsche Zeitschrift für Philosophie. — Berlin. Band 14, Ausgabe 8, (Jan 1, 1966). — P. 1008.
- Асеев В. А., Зотова О. И. Обсуждение книги «Проблемы общественной психологии» // Вопросы психологии. 1966. № 3.